# Unzer Czenstochower Expres
Unzer Czenstochower Expres – dziennik częstochowskiej mniejszości żydowskiej, ukazujący się od 1931 do 1938 w języku jidysz.
Gazeta, tak samo jak siostrzane „Kaliszer Unzer Ekspres” (w Kaliszu) i „Lubliner Unzer Ekspres” (w Lublinie), była lokalną mutacją wydawanego od 9 stycznia 1927 do 11 września 1939 warszawskiego dziennika żydowskiego „Unzer Ekspres” (kontynuacja „Warszewer Ekspres” z lat 1925–1927). Częstochowską redakcją kierowali Fiszel Szylit i Fajwel Altman.